# فريدة المصري
فريدة المصري كاتبة وروائية وباحثة وأكاديمية ليبية لديها اهتمام كبير بأدب الطفل. حصلت على الدكتوراه من لية دار العلوم بجامعة القاهرة. وقامت بنشر العديد من الأبحاث والمقالات عن أدب الأطفال في ليبيا.

## أعمالها
- رواية أسطورة البحر.
- رواية الروح، دار الفرجاني.